# Duque de Iorque
Duque de Iorque é um título de nobreza do Pariato do Reino Unido, sendo usualmente atribuído ao segundo filho do monarca britânico. O título equivalente no Pariato da Escócia é o de Duque de Albany.  
A primeira criação do título remonta ao século XIV, quando o rei Eduardo III de Inglaterra distribuiu ducados pelos seus filhos, cabendo o ducado de Iorque a Edmundo de Langley. Os descendentes de Langley fundaram a Casa de Iorque, que disputou o trono de Inglaterra com os Lencastres durante a Guerra das Rosas (1455–1485). Depois da subida ao trono de Eduardo IV de Inglaterra, o título foi criado mais sete vezes. 
Atualmente, Duque de Iorque é o título do príncipe André, segundo filho da rainha Isabel II do Reino Unido. O atual Duque teve apenas duas filhas, e não casou novamente após o divórcio em 1996.

## História
Na Idade Média, Iorque era a principal cidade no norte da Inglaterra, e a sé do Arcebispado de Iorque desde 735. Sendo Yorkshire o maior condado em área da Inglaterra.
Iorque sobe o nome viking "Jorvik" foi um pequeno reino no início do período Medieval. No intervalo entre a queda do independente Jorvik sob Eric Machado Sangrento, último rei de Jorvik (falecido em 954), e a primeira criação do Ducado de Iorque, houve alguns condes de Iorque.
O título de Duque de Iorque foi criado primeiramente no Pariato da Inglaterra em 1385 para Edmundo de Langley, o quarto filho vivo de Eduardo III, e importante personagem em Ricardo II de Shakespeare. O seu filho Eduardo, que herdou o título, foi morto na batalha de Azincourt em 1415. O título passou para o sobrinho de Eduardo, Ricardo, o filho de Ricardo de Conisburgh, 3º Conde de Cambridge (que havia sido executado por conspirar contra Henrique V). O jovem Ricardo conseguiu obter a restauração do título, mas quando seu filho mais velho, que o herdou, tornou-se rei em 1461 como Eduardo IV, o título se fundiu com a Coroa.
O título foi novamente criado para Ricardo de Shrewsbury, segundo filho de Eduardo IV. Ricardo foi um dos Príncipes na Torre, e, como morreu sem herdeiros, o título se extinguiu com sua morte.
A terceira criação foi para Henrique Tudor, segundo filho de Henrique VII. Quando seu irmão mais velho, Artur, Príncipe de Gales, morreu em 1502, Henrique tornou-se o herdeiro aparente ao trono. Quando Henrique ascendeu ao trono como Henrique VIII em 1509, os seus títulos foram fundidos com a Coroa.
Na quarta criação para Carlos Stuart, segundo filho de Jaime I. Quando seu irmão mais velho, Henrique Frederico, Príncipe de Gales, morreu em 1612, Carlos tornou-se herdeiro aparente. Ele foi titulado como Príncipe de Gales em 1616 e eventualmente tornou-se Carlos I em 1625, quando o título novamente fundiu-se a coroa.
A quinta criação foi em favor de Jaime Stuart, o segundo filho de Carlos I. Nova Iorque, sua capital Albany, e a cidade de Nova Iorque, hoje nos Estados Unidos, foram nomeadas em homenagem particular ao Duque de Albany e Iorque. Em 1664, Carlos II da Inglaterra concedeu o território entre os rios Delaware e Connecticut ao seu irmão mais novo, Jaime. Seguindo a captura pelos ingleses do anteriormente território holandês de Novos Países Baixos, e o seu principal porto, Nova Amsterdam, foram nomeados como Província e Cidade de Nova Iorque em honra a Jaime. Após a fundação, o Duque deu parte da colônia para os proprietários George Carteret e John Berkeley. Forte Orange, 240 quilômetros ao norte, as margens do rio Hudson, foi renomeado como Albany de acordo com o título escocês de Jaime. Quando seu irmão mais velho, rei Carlos II, morreu sem herdeiros, Jaime o sucedeu como Jaime II da Inglaterra e VII da Escócia, e novamente o título foi fundido com a coroa.
Durante o século XVIII o ducado dobrado de Iorque e Albany foi criado algumas vezes no Pariato da Grã-Bretanha. O título foi primeiramente detido pelo Duque Ernesto Augusto de Brunswick-Luneburg, Bispo de Osnabruck, irmão mais novo do rei Jorge I. Morreu sem herdeiros. A segunda criação do ducado foi para o Príncipe Eduardo, irmão mais novo de Jorge III, que também morreu sem herdeiros, nunca tendo se casado. A terceira e última criação do ducado dobrado foi em favor do príncipe Frederico Augusto, segundo filho do rei Jorge III. Ele serviu como comandante em chefe do Exército Britânico por muitos anos, sendo chamado de "Grande velho Duque de Iorque" nas rimas populares. Ele também morreu sem herdeiros.
A sexta criação do Ducado de Iorque (sem estar combinado com Albany) foi para o Jorge de Gales, segundo filho do futuro Eduardo VII. Ele foi titulado Duque de Iorque após a morte do seu irmão mais velho, príncipe Alberto Vitor, Duque de Clarence e Avondale. O título se fundiu com a Coroa quando Jorge sucedeu seu pai como Jorge V.
O título foi criado uma sétima vez, para o príncipe Alberto, segundo filho do rei Jorge V, e irmão mais novo do futuro rei Eduardo VIII. Alberto tornou-se rei inesperadamente quando seu irmão abdicou, e tomou o nome de Jorge VI, o ducado fundiu-se a Coroa.
O título foi criado novamente, pela oitava vez, para o príncipe André, segundo filho da rainha Isabel II. Até 2021, ele teve apenas duas filhas. Sendo assim, se ele não tiver filhos (legítimos) no futuro, o título tornar-se-á extinto com a sua morte.
Exceto a primeira criação, todas as vezes que o Ducado de Iorque foi criado ele possuiu apenas um ocupante, essa pessoa tendo herdado o trono ou morrido sem descendência masculina.

## Duques de Iorque

### Primeira criação, 1385-1415, 1425-1461
| Duque | Retrato | Nascimento | Casamento                                                | Morte                                              |
| --- | ------- | --- | -------------------------------------------------------- | -------------------------------------------------- |
| Edmundo de Langley, 1º Duque de Iorque 1385–1402 também: Conde de Cambridge (1362) |         | 5 de junho de 1341 Kings Langley 4º filho vivo do Rei Eduardo III e Filipa de Hainault                                 | Isabela de Castela 1372 3 filhos Joan Holland Sem filhos | 1 de agosto de 1402 Kings Langley 61 anos          |
| Eduardo de Norwich, 2º Duque de Iorque 1402–1415 também: Duque de Aumale (1397–1399), Conde de Cambridge (1362–1414),Conde de Rutland (1390–1402), Conde de Cork (c. 1396) |         | 1373 Norwich Filho de 1º Duque com sua esposa Isabel de Castela                                                        | Filipa de Mohun Sem filhos                               | 25 de outubro de 1415 Batalha de Azincourt 42 anos |
| Ricardo de Iorque, 3º Duque de Iorque 1425–1460 também: Senhor Protetor da Inglaterra, Príncipe de Gales e Conde de Chester, Duque da Cornualha (1460); Conde de Ulster (1264), Conde de March (1328), Conde de Cambridge (1414, restaurado em 1426), Senhor feudal de Clare (entre 1066–1075), Barão Mortimer de Wigmore (1331) |         | 21 de setembro de 1411 Sobrinho do 2º Duque e filho de Ricardo de Conisburgh, 3º Conde de Cambridge e Anne de Mortimer | Cecília Neville 1437 13 filhos                           | 30 de dezembro de 1460 Wakefield 49 anos           |
| Eduardo Plantageneta, 4º Duque de Iorque 1460–1461 também: Conde de Ulster (1264), Conde de March (1328), Conde de Cambridge (1414), Senhor feudal de Clare (entre 1066–1075), Barão Mortimer de Wigmore (1331) |         | 28 de abril de 1442 Ruão Filho do 3º Duque e sua esposa Cecília Neville                                                | Isabel Woodville 1º de maio de 1464 10 filhos            | 9 de abril de 1483 Westminster 40 anos             |
| Eduardo Plantageneta ascendeu ao trono em 1461 como Eduardo IV, e os seus títulos foram unidos a Coroa. |         | |                                                          |                                                    |

### Segunda criação, 1474
| Duque | Retrato | Nascimento                                                                      | Casamento                                        | Morte                                                                               |
| --- | ------- | ------------------------------------------------------------------------------- | ------------------------------------------------ | ----------------------------------------------------------------------------------- |
| Ricardo de Shrewsbury, 1º Duque de Iorque 1474–1483 também: Duque de Norfolk (1477), Conde de Norfolk (1477), Conde de Nottingham (1476), possivelmente Conde de Warenne (1477) |         | 17 de agosto 1473 Shrewsbury Segundo filho do Rei Eduardo IV e Isabel Woodville | Anne de Mowbray 15 de janeiro de 1478 Sem filhos | Desapareceu na Torre de Londres, com seu irmão mais velho, os "Príncipes na Torre". |
| Morreu sem descendência legítima, títulos extintos. |         |                                                                                 |                                                  |                                                                                     |

### Terceira criação, 1494
| Duque | Retrato | Nascimento                                                                                 | Casamento | Morte                                                    |
| --- | ------- | ------------------------------------------------------------------------------------------ | --- | -------------------------------------------------------- |
| Henrique Tudor Casa de Tudor 1494–1509 também: Príncipe de Gales (1504), Duque da Cornualha (1337)                       |         | 28 de junho de 1491 Palácio de Greenwich, Londres Filho de Henrique VII e Isabel de Iorque | Catarina de Aragão 11 de junho de 1509 – 23 de maio de 1533 (Anulado) 1 filha Ana Bolena 25 de janeiro de 1533 – 17 de maio de 1536 (Anulado) 1 filha Joana Seymour 30 de maio de 1536 – 24 de outubro de 1537 1 filho Ana de Cleves 6 de janeiro de 1540 – 9 de julho de 1940 (Anulado) Sem filhos Catarina Howard 28 de julho de 1540 – 23 de novembro de 1541 (Anulado) Sem filhos Catarina Parr 12 de julho de 1543 Sem filhos | 28 de janeiro de 1547 Palácio Whitehall, Londres 55 anos |
| Príncipe Henrique sucedeu como Henrique VIII em 1509 após a morte de seu pai, e seus títulos foram fundidos com a Coroa. |         |                                                                                            | |                                                          |

### Quarta criação, 1605
| Duque | Retrato | Nascimento                                                                                  | Casamento                                               | Morte                                                       |
| --- | ------- | ------------------------------------------------------------------------------------------- | ------------------------------------------------------- | ----------------------------------------------------------- |
| Carlos Casa de Stuart 1605–1625 também: Duque de Albany (1600);Príncipe de Gales (1616), Duque da Cornualha e Duque de Rothesay (1612) |         | 19 de novembro de 1600 Palácio Dunfermline, Dunfermline Filho de Jaime I e Ana da Dinamarca | Henriqueta Maria de França 13 de junho de 1625 9 filhos | 30 de janeiro de 1649 Palácio de Whitehall, Londres 48 anos |
| Príncipe Carlos sucedeu como Carlos I in 1625 após a morte de seu pai, seus títulos foram fundidos com a Coroa.                        |         |                                                                                             |                                                         |                                                             |

### Quinta criação, 1633/1644
| Duque | Retrato | Nascimento                                                                               | Casamento                                                                               | Morte                                                                  |
| --- | ------- | ---------------------------------------------------------------------------------------- | --------------------------------------------------------------------------------------- | ---------------------------------------------------------------------- |
| Jaime Casa de Stuart 1633/1644–1685 também: Duque de Albany (1660), Conde de Ulster (1659) |         | 14 de outubro de 1633 Palácio de São Jaime, Londres Filho de Carlos I e Henriqueta Maria | Ana Hyde 3 de setembro de 1660 8 filhos Maria de Módena 21 de novembro de 1673 7 filhos | 16 de setembro de 1701 Castelo de Saint-Germain-en-Laye, Paris 67 anos |
| Jaime foi chamado Duque de Iorque desde o seu nascimento e oficialmente criado Duque em 1644. Ele sucedeu como Jaime II em 1685 após a morte do seu pai, e seus títulos foram fundidos com a Coroa. |         |                                                                                          |                                                                                         |                                                                        |

### Criação Jacobita, 1725
| Duque | Retrato | Nascimento | Casamento | Morte                                      |
| --- | ------- | --- | --------- | ------------------------------------------ |
| Cardeal Stuart Casa de Stuart 1725–1788 também: Cardeal da Santa Igreja Católica (1747), Decano do Colégio dos Cardeais (1803) |         | 6 de março de 1725 Palazzo Muti, Roma, Estados Papais Filho de Jaime Francisco (Pretendente Jacobita) e Maria Clementina Sobieska | ______    | 13 de julho de 1807 Frascati, Roma 82 anos |
| O Cardeal Duque de Iorque sucedeu aos tronos da Inglaterra, Irlanda e Escócia como Henrique IX na sucessão Jacobita. Ele nunca foi reconhecido como Duque ou Rei no Pariato Britânico. Ele foi o último membro sobrevivente da Real Casa de Stuart. |         | |           |                                            |

### Sexta criação, 1892
| Duque | Retrato | Nascimento                                                                         | Casamento                                 | Morte                                                        |
| --- | ------- | ---------------------------------------------------------------------------------- | ----------------------------------------- | ------------------------------------------------------------ |
| Príncipe Jorge Casa de Saxe-Coburgo-Gota 1892–1910 também: Conde de Iverness e Barão Killarney (1892); Príncipe de Gales, Duque da Cornualha, e Duque de Rothesay (1901) |         | 3 de junho de 1865 Marlborough House Filho de Eduardo VII e Alexandra da Dinamarca | Maria de Teck 6 de julho de 1893 6 filhos | 20 de janeiro de 1936 Sandringham House, Sandringham 70 anos |
| Príncipe Jorge sucedeu como Jorge V em 1910 após a morte de seu pai, seus títulos foram fundidos com a coroa.                                                            |         |                                                                                    |                                           |                                                              |

### Sétima criação, 1920
| Duque | Retrato | Nascimento                                                                             | Casamento                                      | Morte                                                         |
| --- | ------- | -------------------------------------------------------------------------------------- | ---------------------------------------------- | ------------------------------------------------------------- |
| Príncipe Alberto Casa de Windsor 1920–1936 também: Conde de Iverness e Barão Killarney (1920)                          |         | 14 de dezembro de 1895 Sandringham House, Sandringham Filho de Jorge V e Maria de Teck | Isabel Bowes-Lyon 26 de abril de 1923 2 filhas | 6 de fevereiro de 1952 Sandringham House, Sandringham 56 anos |
| Príncipe Albert sucedeu como Jorge VI em 1936 após a abdicação de seu irmão, e os seus títulos foram fundidos a coroa. |         |                                                                                        |                                                |                                                               |

### Oitava criação, 1986
| Duque                                                                                             | Retrato | Nascimento                                                                                    | Casamento                                                                   | Morte |
| ------------------------------------------------------------------------------------------------- | ------- | --------------------------------------------------------------------------------------------- | --------------------------------------------------------------------------- | ----- |
| Príncipe André Casa de Windsor 1986–presente também: Conde de Inverness e Barão Killyleagh (1986) |         | 19 de fevereiro de 1960 Palácio de Buckingham Filho de Isabel II e Filipe, Duque de Edimburgo | Sarah Ferguson 23 de julho de 1986 – 30 de maio de 1996 (Divórcio) 2 filhas |       |